# Domenico Alberti
Pour les articles homonymes, voir Alberti.
Domenico Alberti (né vers 1710 à Venise - mort en 1740 à Rome) est un chanteur, claveciniste et compositeur italien dont les œuvres sont à la charnière entre la période baroque et la période classique.

## Biographie
Né à Venise, Domenico Alberti étudie la musique avec Antonio Lotti. Il compose des opéras, des airs chantés, et des sonates pour instruments à clavier pour lesquelles on le connaît le mieux aujourd'hui. Ces sonates utilisent fréquemment un procédé particulier d'accompagnement à la main gauche que l'on appelle la basse d'Alberti : celle-ci consiste en accords arpégés réguliers, dans lesquels la note inférieure résonne en premier, puis la plus haute, ensuite celle du milieu, enfin à nouveau la plus haute. Ce motif est répété. De nos jours, Alberti est considéré comme un compositeur très secondaire, aucune de ses œuvres n'est jouée ou enregistrée de manière régulière ; mais la basse d'Alberti est utilisée par de nombreux musiciens postérieurs et devient un élément important dans tout le répertoire du clavecin et du piano de la période classique, qu'elle participe à symboliser.
De son temps, Alberti est aussi connu comme chanteur. Il s'accompagne souvent lui-même au clavecin. On connaît peu de détails sur sa vie ; néanmoins on sait qu'il accompagne, comme page, l'ambassadeur de Venise lors d'un voyage en 1736 en Espagne où il est entendu par le fameux castrat Farinelli, lequel est, à ce qu'on en rapporte, fort impressionné, bien qu'Alberti ne soit qu'un amateur. Alberti est ensuite engagé par le marquis Molinari à Rome.
Les œuvres les plus connues sont ses sonates pour clavier, rarement interprétées. Il en écrit probablement 36, seules 14 nous sont parvenues, dont un recueil de « VIII Sonate per cembalo, op. 1 », publié à Londres en 1748. À l'instar de celles de Scarlatti, elles n'ont de la sonate que le nom, car leur structure est en deux mouvements, chacun de forme binaire.
La première sonate pour violon composée par Mozart lorsqu'il a sept ans est probablement inspirée d'Alberti, bien qu'il choisît généralement des modèles plus prestigieux.
Alberti compose également trois opéras (Endimione en 1737, Galatea en 1738 et Olimpiade en 1739), dont deux sur des livrets de Métastase, et quelques arias conservés sous forme de manuscrits en Autriche, Allemagne et Italie.

## Discographie
Intégrale des sonates [28] et toccatas [6] - Manuel Tomadin, orgue Francesco Dacci de 1773 de l’église de Marano Lagunare, forte-piano, copie d'après Anton Walter et clavecin Andrea di Maio 2006, d'après un instrument de Giovanni Battista Giusti 1681 (3, 4 et 6 octobre/5 novembre 2013/24 janvier 2014, 4CD Brillant Classics 95161) — D'après des manuscrits provenant de Naples, Milan, Londres, Stockholm et Münster. Premier enregistrement mondial.